# Čenej
Čenej (v srbské cyrilici Ченеј, maďarsky Csenej) je předměstí Nového Sadu, města v Srbsku. Dřívější vesnice a dnes městská část metropole AO Vojvodina měla v roce 2002 2115 obyvatel. Nachází se severně od města, v blízkosti dálnice A1 a města Temerin a obce Bački Jarak.
Obec je poprvé připomínána v roce 1237. Ve své současné podobě vznikla okolo původních salaší zástavbou regionální silnice Bački Jarak–Zmajevo. Místní pravoslavný kostel (Sv. Ducha) byl vysvěcen v roce 1835. V současné době se jedná o oblíbené místo pro obyvatele Nového Sadu a okolí, populární je agroturistika.
Poblíž obce se nachází rovněž i sportovní letiště, které bylo vybudováno v první polovině 50. let 20. století